# 娜粉蝶屬
娜粉蝶屬（學名：Nathalis）是粉蝶科黃粉蝶亞科裡的一個屬。共有2個物種，分佈於中北美洲。幼蟲的寄主為蒺藜科（Zygophyllaceae）及菊科（Asteraceae）植物。

## 物種
- 娜粉蝶 Nathalis iole
- 黑矛娜粉蝶 Nathalis plauta

## 文獻
- 寿建新 周尧 李宇飞. . 中國: 陝西科學技術出版社. 2006-04-01. ISBN 9787536936768 （中文（简体））.

## 外部連結
- 维基共享资源上的相關多媒體資源：娜粉蝶屬
- Nathalis （页面存档备份，存于） - funet.fi